# نكنافة
نكنافة تقع قرية نكنافة في الجزء الغربي من اقليم الصويرة؛ يحدها من الشمال أيت واضيل؛ ومن الجنوب سميمو؛ ومن الشرق أيت زلطن؛ والغرب جماعةتدزي؛معظم السكان من أصل أمازيغي؛ وتتسم نكنافة بقساوة طبيعتهاومناخها وعزلتها عن العالم الخارجي. ونظرا لضعف كميات المطر بهذه المنطقة (200 ملم) في السنة، فإنها من المناطق الشبه الجافة. ونظرا لقساوة طبيعة المنطقة، فان سكانها يتميزون بالقناعة وبساطة العيش؛ ومن أهم أعلام منطقة نكنافة نجد سيدي محمد بن سليمان الجازولي صاحب كتاب دلائل الخيرات.
يعتمد اقتصاد منطقة نكنافة على تربية المواشي واستغلال الأشجار المثمرة كأركان وشجرة الزيتون.